# Sound & Color
Sound & Color es el segundo álbum de estudio de la banda de rock estadounidense Alabama Shakes. Fue publicado el 21 de abril de 2015 a través de los sellos discográficos ATO Records, MapleMusic Recordings y Rough Trade Records.

## Lista de canciones
Todas las canciones escritas y compuestas por Brittany Howard, with help from Blake Mills on "Future People", "Guess Who", and "Gemini". 
| N.º | Título                | Duración |  |
| 1.  | «Sound & Color»       | 3:02     |  |
| 2.  | «Don't Wanna Fight»   | 3:53     |  |
| 3.  | «Dunes»               | 4:18     |  |
| 4.  | «Future People»       | 3:22     |  |
| 5.  | «Gimme All Your Love» | 4:03     |  |
| 6.  | «This Feeling»        | 4:29     |  |
| 7.  | «Guess Who»           | 3:16     |  |
| 8.  | «The Greatest»        | 3:50     |  |
| 9.  | «Shoegaze»            | 2:59     |  |
| 10. | «Miss You»            | 3:47     |  |
| 11. | «Gemini»              | 6:36     |  |
| 12. | «Over My Head»        | 3:51     |  |

| iTunes Japan Bonus Track Version |                 |          |  |
| N.º                              | Título          | Duración |  |
| 1.                               | «Drive By Baby» | 2:20     |  |
| 2.                               | «Joe»           | 4:00     |  |

| International Bonus Tracks |                  |          |  |
| N.º                        | Título           | Duración |  |
| 1.                         | «Joe»            | 4:00     |  |
| 2.                         | «Makin' Me Itch» |          |  |

| Target Exclusive Bonus CD |                                                   |          |  |
| N.º                       | Título                                            | Duración |  |
| 1.                        | «Gimme All Your Love (Live from the Artists Den)» | 4:13     |  |
| 2.                        | «The Greatest (Live from the Artists Den)»        | 3:19     |  |
| 3.                        | «Joe (Live from the Artists Den)»                 | 3:35     |  |

## Rendimiento comercial
El álbum debutó en el primer lugar de la lista estadounidense Billboard 200 pues vendió 96,000 copias (91,000 de las cuales fueron ventas físicas) en su primera semana en el mercado, la cual terminó el 26 de abril de 2015, lo cual lo hizo el primer álbum número uno del grupo musical.

## Recepción crítica
Tras su publicación, el álbum recibió aclamación por parte de la crítica. En el recopilador de reseñas Metacritic, el álbum obtuvo una puntuación de 80 de 100 basado en 30 opiniones, indicando "reseñas generalmente favorables". Escritora de la revista canadiense Exclaim!, Andrea Warner llamó a Sound & Color un "álbum intencionadamente extraño, pero auténticamente extraño;  es caótico pero cohesivo, lleno de sonido, color y visión firme." Barry Nicholson de NME lo comparó al primer álbum de la banda, señalando que "mientras que su debut se compuso de tonos sepia y un sentido de ruralidad, su secuela se trata de algo más calidoscópico."

## Posición en listas
| Lista (2015)                       | Máxima posición |
| ---------------------------------- | --------------- |
| Australia (ARIA)                   | 6               |
| Austria (Ö3 Austria)               | 52              |
| Bélgica (Ultratop flamenca)        | 12              |
| Bélgica (Ultratop valona)          | 40              |
| Canadá (Billboard Canadian Albums) | 1               |
| Países Bajos (Album Top 100)       | 4               |
| Francia (SNEP)                     | 41              |
| Alemania (Offizielle Top 100)      | 31              |
| Irlanda (IRMA)                     | 12              |
| Nueva Zelanda (Recorded Music NZ)  | 15              |
| Portugal (AFP)                     | 27              |
| España (PROMUSICAE)                | 46              |
| Suecia (Sverigetopplistan)         | 37              |
| Suiza (Schweizer Hitparade)        | 10              |
| Reino Unido (UK Albums Chart)      | 6               |